# Хасково
Хасково је град у Републици Бугарској, у јужном делу земље. Град је и седиште истоимене Хасковске области.

## Географија
Град Хасково се налази у јужном делу Бугарске. Од престонице Софије град је удаљен око 250 km, а најближи већи град је Пловдив на 90 km удаљености.
Област Хаскова налази се у бугарском делу историјске покрајине Тракија. Град се сместио у северном подножју планинског система Родопа, а северно од града пружа се Тракијска равница. На свега 15 km северно од Хаскова протиче река Марица.
Клима у граду је измењено континентална са снажним утицајем средоземне, што се огледа посебно у веома жарким и сувим летима.

## Историја
Област Хаскова је била насељена у време антике и средњег века. Крајем 14. века овоим подручјем загосподарили су Турци Османлије. Убрзо се на месту данашњег града образовало насеље под турским именом Хаској, из којег је касније изведен данашњи бугарски назив за град — Хасково. 1885. године град је постао део савремене бугарске државе. Све до пре неколико деценија околина града била је веома позната по гајењу дувана, а град по дуванској индустрији.

## Становништво
По проценама из 2007. године град Хасково имао је 79.619 становника. Већина градског становништва су етнички Бугари. Остатак су малобројни Турци и Роми. Последњих 20ак година град губи становништво због удаљености од главних токова развоја у земљи. Оживљавање привреде требало би зауставити негативни демографски тренд.
Претежна вероисповест становништва је православна, а остатак махом исламска.

## Партнерски градови
- Једрене
- Шатијон сир Ендр
- Abington Township
- Визеу
- Александруполис
- Enguera
- Лестер
- Новара
- Ташкент
- Бодрум
- Веспрем
- Кобленц
- Шатура
- Виден